# Фатеева, Марина Васильевна
Марина Васильевна Фатеева — советский, российский и греческий тренер по художественной гимнастике, заслуженный тренер России.

## Биография
Родилась в Волгограде. Там же начала заниматься гимнастикой, а в дальнейшем и тренировать. В 1977 году окончила кафедру гимнастики Волгоградского государственного института физической культуры.
Среди её воспитанников чемпионка мира 1979 года в упражнениях с лентой и абсолютная чемпионка СССР 1980 года Елена Томас, чемпионка мира 1983 года в групповых упражнениях Татьяна Воротынцева.
В 1985 году Марина Васильевна стала старшим тренером молодежной сборной СССР, а в 1987 году — национальной сборной, которая под её руководством в 1989 году победила на Кубке мира.
В 1992 году была назначена старшим тренером сборной команды России по художественной гимнастике (групповые упражнения). Под её руководством команда неоднократно завоевывала золотые и серебряные медали на чемпионатах мира.
После того, как сборная России стала бронзовым призёром летних Олимпийских игр 1996 в групповых упражнениях в составе: Евгения Бочкарёва, Ольга Штыренко, Юлия Иванова, Елена Кривошей, Ангелина Юшкова, Ирина Дзюба, — Фатеева ушла из команды.
В январе 1997 года Марина Васильевна переехала в Грецию, где вскоре стала главным тренером сборной команды Греции по художественной гимнастике. Фатеева привела команду к победе на чемпионате Европы и бронзовым медалям в групповых упражнениях на Олимпийских играх 2000 года в Сиднее.
С 2004 года работает главным тренером в афинском спортивном клубе «Гармония». Тренирует греческую гимнастку Елени Келаидити.
Замужем, муж — Андрей.